# USS Helm (DD-388)
USS Helm (DD-388) là một tàu khu trục lớp Bagley được Hải quân Hoa Kỳ chế tạo vào giữa những năm 1930. Nó là chiếc tàu chiến duy nhất của Hải quân Hoa Kỳ được đặt tên theo Chuẩn đô đốc James Meredith Helm (1855-1927), người từng tham gia cuộc Chiến tranh Tây Ban Nha-Hoa Kỳ và Chiến tranh Thế giới thứ nhất. Helm đã phục vụ trong suốt Chiến tranh Thế giới thứ hai tại Mặt trận Thái Bình Dương cho đến khi chiến tranh kết thúc, được cho ngừng hoạt động năm 1946 và bị bán để tháo dỡ năm 1947.

## Thiết kế và chế tạo
Helm được đặt lườn tại Xưởng hải quân Norfolk ở Portsmouth, Virginia vào ngày 25 tháng 9 năm 1935. Nó được hạ thủy vào ngày 27 tháng 5 năm 1937; được đỡ đầu bởi bà J. M. Helm, vợ góa Chuẩn đô đốc Helm; và được đưa ra hoạt động vào ngày 16 tháng 10 năm 1937 dưới quyền chỉ huy của Hạm trưởng, Thiếu tá Hải quân P. H. Talbot.

## Lịch sử hoạt động

### Trước chiến tranh
Sau khi hoàn tất chạy thử máy, Helm hoạt động tại vùng biển Caribe cho đến tháng 3 năm 1938. Sau các đợt thực tập mùa Hè, nó được phối thuộc về Hải đội Đại Tây Dương mới được thành lập vào ngày 1 tháng 10 năm 1938. Vào đầu năm 1939, nó được bố trí cùng Đội tàu sân bay 2 tại vùng biển Caribe cho cuộc tập trận Vấn đề Hạm đội XX. Sau khi được chuyển sang vùng bờ Tây vào tháng 5 năm 1939, nó tham gia các cuộc thực tập hạm đội và cơ động hộ tống ngoài khơi San Diego, California và tại khu vực quần đảo Hawaii.

### Thế Chiến II

#### Trân Châu Cảng
Lúc 07 giờ 55 sáng ngày 7 tháng 12 năm 1941, Helm đang trên đường đi vào West Loch tại Trân Châu Cảng, đi đến một phao neo khử từ, khi máy bay xuất phát từ tàu sân bay của Hải quân Nhật tấn công căn cứ này. Nó là chiếc tàu chiến duy nhất đang trên đường đi vào lúc bắt đầu cuộc tấn công. Chiếc tàu khu trục lập tức vận hành các khẩu pháo của nó, và đã bắn rơi ít nhất một máy bay đối phương trong khi nó bị bắn phá, và bị hư hại nhẹ do hai quả bom ném xuống lân cận. Lúc 08 giờ 17 phút, băng qua đám lửa khói hỗn loạn, nó rời luồng West Loch để tiến ra khơi ngang qua cửa cảng. Khi nó đang rời luồng cảng, một quan sát viên trên Helm trông thấy một tàu ngầm bỏ túi Nhật bị vướng trên một rạn san hô. Helm bẻ lái gắt để hướng đến đối phương và nổ súng tấn công. Cố gắng thoát khỏi chiếc tàu ngầm bỏ túi bị đánh hỏng, một thành viên thủy thủ đoàn bị chìm, còn người kia bơi lên bờ và trở thành tù binh chiến tranh đầu tiên của Hoa Kỳ trong Thế Chiến II. Sau cuộc tấn công, nó gia nhập đội đặc nhiệm tàu sân bay Saratoga vốn vừa đi đến từ San Diego, và phục vụ như là tàu hộ tống và canh phòng máy bay.

#### 1942
Helm lên đường vào ngày 20 tháng 1 năm 1942 cho một nhiệm vụ đặc biệt nhằm giải cứu nhân sự của Bộ Nội vụ bị kẹt lại trên các đảo Howland và Baker. Sử dụng xuồng săn cá voi, chiếc tàu khu trục đã đưa được sáu người trên hai đảo này vào ngày 31 tháng 1. Nó bị một máy bay ném bom tuần tra Nhật tấn công vào cuối ngày hôm đó, nhưng các xạ thủ đã đánh đuổi kẻ tấn công, và nó quay về đến Trân Châu Cảng vào ngày 6 tháng 2.
Sau một chuyến đi khứ hồi đến San Diego, Helm rời Trân Châu Cảng vào ngày 15 tháng 3 năm 1942 hộ tống một lực lượng đồn trú tiền phương đến New Hebrides. Nó đi đến Efate vào ngày 19 tháng 3, và trong những tuần lễ tiếp theo đã hộ tống tàu bè tại khu vực này trong khi các căn cứ của Hoa Kỳ được cũng cố. Nó đã cứu vớt 13 người sống sót từ chiếc SS John Adams vào ngày 9 tháng 5 cùng bốn người khác từ chiếc tàu chở dầu Neosho bị đánh chìm trong Trận chiến biển Coral vào ngày 17 tháng 5. Những người này được đưa đến Brisbane, Australia, nơi Helm gia nhập Lực lượng Đặc nhiệm 44 dưới quyền Chuẩn đô đốc Anh Victor Crutchley vào ngày 19 tháng 5.
Trong hai tháng tiếp theo sau, Helm thực hiện nhiệm vụ hộ tống dọc theo bờ biển Australia. Hạm đội sau đó được tập trung cho chiến dịch đổ bộ đầu tiên tại Thái Bình Dương nhằm chiếm đóng Guadalcanal. Nó rời Auckland, New Zealand vào ngày 22 tháng 7 để đi đến quần đảo Fiji, và sau các đợt thực hành đổ bộ, lực lượng của Chuẩn đô đốc Richmond K. Turner đã bất ngờ tấn công lên Guadalcanal và Tulagi, đi đến ngoài khơi các bãi đổ bộ vào ngày 7 tháng 8, khiến quân Nhật hoàn toàn bị bất ngờ. Chiếc tàu khu trục đã bảo vệ cho các tàu vận tải trong khi binh lính đổ bộ, bắn rơi nhiều máy bay đối phương trong hai ngày đầu tiên.
Cùng các tàu tuần dương hạng nặng Vincennes, Quincy và Astoria, Helm tuần tra tại vùng biển chung quanh đảo Savo trong đêm 7 tháng 8; và trong đêm 8 tháng 8, bốn chiếc này cùng với tàu khu trục Wilson đã tuần tra giữa các đảo Savo và Florida. Một nhóm khác gồm hai tàu tuần dương và hai tàu khu trục tuần tra về phía Nam, trong khi hai tàu khu trục Blue và Ralph Talbot được bố trí về phía Tây Bắc đảo Savo. Sự phối hợp các tình huống bất hạnh đã cho phép một lực lượng tuần dương-khu trục Nhật Bản dưới quyền Chuẩn đô đốc Admiral Mikawa tiếp cận đảo Savo mà không bị phát hiện. Thất bại trong việc truy tìm và nhận diện đối phương đã khiến không thể kịp thời phân tích tình huống nguy hiểm, và lực lượng canh phòng không đầy đủ gồm hai chiếc ngoài khơi đảo Savo đã không cảnh báo về các tàu chiến Nhật. Báo động được tàu khu trục Patterson đưa ra lúc khoảng 01 giờ 43 phút, chỉ vài giây trước khi hai quả ngư lôi đánh trúng HMAS Canberra thuộc nhóm phía Nam. Không lâu sau cả hai đội hình tàu tuần dương chịu đựng sự tấn công ác liệt từ phía Nhật.
Đang ở mạn trái phía mũi của Vincennes, Helm quay trở lại để trợ giúp các tàu tuần dương bị đánh trúng. Nó túc trực bên cạnh Astoria, đưa những người sống sót trở lại các tàu vận chuyển tại Guadalcanal, và rút lui cùng với lực lượng còn lại đến Nouméa vào ngày 13 tháng 8. Trận chiến đảo Savo là một thảm họa; nhưng cho dù bị đánh bại, các con tàu vẫn ngăn cản được phía Nhật tấn công các tàu vận chuyển mong manh tại Guadalcanal. Trong những tuần lễ tiếp theo, Helm tiếp tục ở lại vùng biển nguy hiểm gần Guadalcanal, hộ tống cac tàu vận chuyển và tuần tra. Nó đi đến Brisbane vào ngày 7 tháng 9, rồi lên đường ngay ngày hôm sau để hộ tống bảo vệ các tàu vận tải đi lại giữa Australia và New Guinea.

#### 1943
Chiếc tàu khu trục tiếp tục làm nhiệm vụ này trong vài tháng. Vào ngày 15 tháng 5 năm 1942, Helm đã trợ giúp việc tìm kiếm những người sống sót từ chiếc tàu bệnh viện Australia AHS Centaur vốn bị đắm do trúng ngư lôi phóng từ tàu ngầm Nhật Bản I-177 về phía Đông Nam mũi Moreton, gần Brisbane. Sau đó nó hộ tống những chiếc LST đi đến đảo Woodlark cho một cuộc đổ bộ không gặp kháng cự vào tháng 6 năm 1943 nhằm bảo vệ cho căn cứ quan trọng tại vịnh Milne. Trong khi đạo quân của Tướng Douglas MacArthur chuẩn bị tiến vào New Britain dưới sự che chở của hải lực, Helm bắn phá Gasmata vào ngày 29 tháng 11 năm 1943, và rồi lại khởi hành từ vịnh Milne vào ngày 14 tháng 12 dưới quyền Đô đốc Crutchley để chiếm đóng mũi Gloucester. Nó đã giúp vào việc bắn phá chuẩn bị, bắn pháo hỗ trợ gần sau cuộc đổ bộ ban đầu, và làm nhiệm vụ bảo vệ trong lúc các tàu vận tải được chất dỡ. Hoạt động của Lực lượng đổ bộ Đệ Thất hạm đội dưới quyền Đô đốc Daniel E. Barbey là một chiến dịch suôn sẻ và thành công, và ngay sau khi nơi đây được bình định, Helm cùng phần còn lại của hạm đội dưới quyền Đô đốc Crutchley di chuyển đến Saidor, nơi Đô đốc Barbey thực hiện một trong những bước đổ bộ "nhảy cóc" nổi tiếng nhất. Chiếc tàu khu trục đã hộ tống lực lượng tuần dương chống trả các cuộc tấn công từ trên không và mặt biển của đối phương.

#### 1944
Helm tiếp tục nhiệm vụ hộ tống tại các khu vực Guadalcanal và vịnh Milne, cho đến khi khởi hành vào ngày 19 tháng 2 năm 1944 để đi Trân Châu Cảng. Con tàu tiếp tục đi đến Xưởng hải quân Mare Island hộ tống cho thiết giáp hạm Maryland, đến nơi vào ngày 4 tháng 3.
Helm khởi hành từ San Francisco vào ngày 5 tháng 5, và sau khi đi đến Trân Châu Cảng năm ngày sau đó, nó tham gia các cuộc huấn luyện ôn tập tại vùng biển Hawaii. Nó đi đến Majuro vào ngày 4 tháng 6 và Kwajalein vào ngày 7 tháng 6 để gia nhập lực lượng hải quân được tập trung cho bước tiếp theo của cuộc chinh phục Thái Bình Dương: đổ bộ lên quần đảo Mariana. Nó gia nhập lực lượng tàu sân bay nhanh, Lực lượng Đặc nhiệm 58 dưới quyền Phó đô đốc Marc Mitscher, và khởi hành cùng đơn vị này từ Kwajalein vào ngày 7 tháng 6. Đội tàu sân bay nhanh bảo vệ các lối tiếp cận phía Tây từ ngày 11 đến ngày 13 tháng 6, rồi hỗ trợ trên không cho cuộc đổ bộ, được thực hiện bởi đội đổ bộ của Đô đốc Kelly Turner ở cách xa đến 1.000 dặm (1.600 km) từ căn cứ tiền phương gần nhất ở Eniwetok. Lực lượng tàu sân bay nhanh rút lui khỏi một cuộc không kích xuống quần đảo Bonin vào ngày 18 tháng 6, và được bố trí để đánh trả hạm đội Nhật Bản khi chúng tiếp cận quần đảo Mariana cho một cuộc hải chiến quyết định.
Hai hạm đội khổng lồ tiếp cận nhau vào ngày 19 tháng 6 cho một cuộc đấu tay đôi tàu sân bay lớn nhất trong lịch sử. Bốn đợt không kích được tung ra nhắm vào hạm đội Hoa Kỳ, nhưng lực lượng tiêm kích tuần tra chiến đấu trên không cùng hỏa lực phòng không của các tàu nổi đã loại trừ các máy bay chiến đấu Nhật Bản. Dưới sự giúp đỡ của lực lượng tàu ngầm, Mitscher thành công trong việc đánh chìm hai tàu sân bay đối phương cũng như làm thiệt hại nặng không lực trên tàu sân bay đối phương, đến mức trận này còn có biệt danh "Cuộc săn vịt trời Mariana vĩ đại". Đô đốc Raymond A. Spruance đã bảo vệ được lực lượng đổ bộ trong một trận chiến mà tầm quan trọng cũng được phía Nhật Bản nhấn mạnh. Đô đốc Soemu Toyoda đã nói vào ngày 15 tháng 6: "Số phận của Đế quốc phụ thuộc vào một trận chiến này"; lặp lại những lời của Đô đốc Heihachiro Togo trong trận Hải chiến Tsushima.
Sau Trận chiến biển Philippines mang tính quyết định, Helm cùng các tàu sân bay nhanh tập trung sự chú ý vào việc vô hiệu hóa các căn cứ đối phương trên các quần đảo Bonin và Volcano cũng như hỗ trợ cho việc chiếm đóng đảo Guam. Các đội tàu sân bay cơ động, được các tàu tuần dương và tàu khu trục hộ tống, cũng bắt đầu tấn công quần đảo Palau từ ngày 25 tháng 7. Xen kẻ với những đợt nghỉ ngơi ngắn tại Eniwetok hay Ulithi, các tàu sân bay đã tấn công Iwo Jima và các đảo tại khu vực Tây Thái Bình Dương cho đến tháng 9. Helm đã đánh chìm một tàu buôn Nhật Bản nhỏ ngoài khơi Iwo Jima vào ngày 2 tháng 9, và cuối ngày hôm đó lại đánh chìm một tàu chở hàng khác.
Helm cùng đội tàu sân bay của nó đi đến cảng Seeadler vào ngày 21 tháng 9. Họ khởi hành vào ngày 24 tháng 9, và sau khi hỗ trợ cho các hoạt động trên đất liền tại Palaus, đã gặp gỡ toàn bộ lực lượng đặc nhiệm, một hạm đội bao gồm mười bảy tàu sân bay cùng các tàu hỗ trợ và hộ tống, cho một chiến dịc càn quét về phía Tây. Các cuộc không kích đã được tung ra nhắm vào Okinawa vào ngày 10 tháng 10; sau đó các tàu sân bay quay trở lại mục tiêu chính của họ: các sân bay và căn cứ quân sự tại Đài Loan. Trong cuộc tấn công hủy diệt kéo dài ba ngày, máy bay từ tàu sân bay đã phá hủy hòn đảo như một căn cứ hỗ trợ cho Nhật Bản trong trận chiến tại Philippines và các cuộc tấn công tiếp theo. Máy bay đối phương đã đánh trả bằng các cuộc không kích nặng nề xuất phát từ đất liền. Helm đã bắn rơi một máy bay ném bom với các khẩu pháo 5-inch của nó vào ngày 13 tháng 10, và giúp đỡ vào việc bắn hạ nhiều chiếc khác.
Sau các trận không chiến tại Đài Loan nhằm khẳng định sức mạnh và khả năng cơ động không lực, Lực lượng Đặc nhiệm 38 quay trở lại vùng bờ Đông Luzon để tấn công các căn cứ không quân đối phương tại Philippines, nhằm vô hiệu hóa sức mạnh không quân Nhật Bản trước cuộc tấn công chiếm Leyte. Vào ngày 24 tháng 10, sau khi xác định các hoạt động chính của Đồng Minh tại Leyte, Hải quân Nhật Bản tung ra nỗ lực lớn sau cùng nhằm tiêu diệt hạm đội Hoa Kỳ với ba mũi gọng kìm lớn hướng đến Philippines. Lực lượng phía Bắc có nhiệm vụ đánh lừa các tàu sân bay Hoa Kỳ đi khỏi Leyte lên phía Bắc, trước khi hai lực lượng kia quy tụ về khu vực tấn công tại vịnh Leyte để đánh phá lực lượng đổ bộ. Trong suốt trận Hải chiến vịnh Leyte lịch sử, Helm củng với Đội đặc nhiệm 38.4 của Chuẩn đô đốc Ralph E. Davison tập trung chú ý vào Lực lượng Trung tâm của Phó đô đốc Takeo Kurita; máy bay từ tàu sân bay đã tấn công các tàu chiến vào giữa ngày trong Trận chiến biển Sibuyan, đánh chìm thiết giáp hạm khổng lồ Musashi và làm hư hại những chiếc khác.
Trong khi hai cuộc đụng độ khác diễn ra trong khuôn khổ trận chiến vĩ đại này, Trận chiến ngoài khơi Samar và Trận chiến eo biển Surigao, Đô đốc William Halsey, Jr. đưa các tàu sân bay của mình đi lên phía Bắc đối đầu với hạm đội tàu sân bay của đô đốc Jisaburo Ozawa. Được hộ tống bởi Helm và các tàu nổi khác, các tàu sân bay phát hiện đối phương vào ngày 25 tháng 10, và sau một loạt các cuộc không kích đã đánh chìm bốn tàu sân bay và một tàu khu trục Nhật Bản. Trận chiến kết thúcvới việc chiếm đóng Leyte được đảm bảo và hạm đội Nhật Bản hầu như không còn là một lực lượng chiến đấu hữu hiệu.
Helm và các tàu sân bay trực tiếp hỗ trợ các chiến dịch trên đất liền tại Leyte vào ngày 26 tháng 10. Ngoài các cuộc không kích của máy bay đặt căn cứ trên đất liền Nhật Bản, lực lượng còn chịu đựng cuộc tấn công bằng tàu ngầm trong ngày 28 tháng 10. Nó và tàu khu trục Gridley bắt được tín hiệu đối phương lúc giữa trưa, trong khi các tàu sân bay rời khỏi khu vực, hai con tàu đã thả mìn sâu đánh chìm tàu ngầm I-46. Hai tàu sân bay Franklin và Belleau Wood bị hư hại vào ngày 30 tháng 10 do các cuộc tấn công cảm tử của máy bay kamikaze, và đến đêm hôm đó đội đặc nhiệm rút lui về Ulithi, đến nơi vào ngày 2 tháng 11 sau hơn hai tháng liên tục hoạt động tại vùng chiến sự.
Lại rời Ulithi vào ngày 5 tháng 11, Helm và đội tàu sân bay của nó quay trở lại tấn công tàu bè Nhật Bản cùng các mục tiêu trên bờ, quay trở về vào ngày 20 tháng 11. Sau đó nó được tách khỏi Đội đặc nhiệm 38.4 và đi từ Ulithi đến Manus vào ngày 20 tháng 11. Đến nơi hai ngày sau đó, nó bắt đầu chuẩn bị cho hoạt động đổ bộ quan trọng tiếp theo trong Chiến dịch Philippines: cuộc đổ bộ lên vịnh Lingayen tại đảo Luzon. Nó khởi hành vào ngày 27 tháng 12 cùng một lực lượng đặc nhiệm lớn hướng đến vịnh Lingayen.

#### 1945
Khi các con tàu đi vào biển Sulu, các cuộc không kích dữ dội diễn ra. Phía Nhật Bản tấn công, với thứ vũ khí duy nhất còn lại của họ là những máy bay tấn công tự sát, vào ngày 4 tháng 1 năm 1945 và đã đánh chìm chiếc tàu sân bay hộ tống Ommaney Bay. Hỏa lực phòng không của Helm và các tàu hộ tống khác gây thiệt hại nặng nề cho các kẻ tấn công. Từ ngày 6 đến ngày 17 tháng 1, chiếc tàu khu trục hoạt động cùng với các tàu sân bay về phía Tây vịnh Lingayen, cung cấp hỗ trợ trên không cho cuộc đổ bộ quan trọng này. Các con tàu khởi hành vào ngày 17 tháng 1 và về đến Ulithi sáu ngày sau đó.
Trong khi một lực lượng đặc nhiệm hải quân lớn được tập trung cho chiến dịch chiếm đóng Iwo Jima, chặng tiếp theo trong quá trình chinh phục Nhật Bản, Helm lên đường vào ngày 12 tháng 2 trong thành phần bảo vệ một đội tàu sân bay hộ tống, đi đến ngoài khơi hòn đảo chính của quần đảo Volcano vào ngày 16 tháng 2. Nó hộ tống các tàu sân bay trong các cuộc tấn công chuẩn bị mở màn quan trọng, rồi sau đó bảo vệ cho chúng trong khi hỗ trợ gần cho cuộc tấn công, vốn bắt đầu vào ngày 19 tháng 2. Các đội tàu sân bay thường xuyên chịu đựng các cuộc không kích quyết liệt, khi Helm và các tàu khu trục khác bắn rơi nhiều máy bay tấn công tự sát và máy bay ném bom-ngư lôi. Khi chiếc tàu sân bay hộ tống Bismarck Sea bị đánh chìm trong một đợt tấn công tự sát lớn vào ngày 21 tháng 2, Helm đã giúp cứu vớt những người sống sót và đưa họ đến khu vực vận chuyển vào ngày hôm sau.
Helm tiếp tục các hoạt động hộ tống ngoài khơi Iwo Jima cho đến ngày 7 tháng 3, khi nó lên đường đi về phía Leyte để sửa chữa. Nó lại lên đường không lâu sau đó cho chiến dịch đổ bộ quy mô lớn nhất và cuối cùng tại mặt trận Thái Bình Dương, cuộc tấn công lên Okinawa. Khởi hành vào ngày 27 tháng 3, nó tham gia cùng các đội tàu sân bay hộ tống ngoài khơi hòn đảo cho các cuộc tấn công chuẩn bị, rồi sau khi cuộc đổ bộ diễn ra vào ngày 1 tháng 4 đã hỗ trợ cho các cuộc tấn công trên bộ. Trong khi ở lại ngoài khơi Okinawa, nó bắn rơi nhiều máy bay tấn công tự sát đối phương nhắm vào các tàu sân bay, trong những nỗ lực vô vọng cuối cùng nhằm chống trả cuộc chiếm đóng. Chiếc tàu khu trục lên đường đi Leyte vào ngày 19 tháng 6 sau khi Okinawa được bình định. Chiếc tàu khu trục tiếp tục phục vụ như tàu tuần tra và hộ tống ngoài khơi Ulithi và Leyte, và đã giúp vào việc tìm kiếm những người sống sót của chiếc tàu tuần dương hạng nặng Indianapolis bất hạnh từ ngày 3 đến ngày 6 tháng 8 năm 1945. Con tàu đang trên đường di chuyển từ Okinawa về phía Ulithi khi chiến tranh kết thúc vào ngày 15 tháng 8.

### Sau chiến tranh
Helm quay trở lại Okinawa và sau đó đi đến Iwo Jima tham gia lực lượng tuần tra quần đảo Bonin cho các hoạt động giải cứu không biển cho đến ngày 8 tháng 9. Nó sau đó lên đường đi Sasebo, Nhật Bản, phục vụ như tàu tuần tra và dẫn đường tàu bè cho đến khi quay trở lại Okinawa vào ngày 26 tháng 9. Nó lên đường quay trở về Trân Châu Cảng và San Diego vào ngày 29 tháng 10; về đến Hoa Kỳ vào ngày 19 tháng 11, nhưng rồi quay trở lại Trân Châu Cảng nơi nó được cho xuất biên chế vào ngày 26 tháng 6 năm 1946.
Helm được sử dụng vào mùa Hè năm đó như một tàu mục tiêu trong Chiến dịch Crossroads, cuộc thử nghiệm bom nguyên tử tại đảo san hô Bikini. Lườn tàu sau đó được bán cho hãng Moore Dry Dock Co. ở Oakland, California vào tháng 10 năm 1947 để tháo dỡ.

## Phần thưởng
Helm được tặng thưởng mười một Ngôi sao Chiến trận do thành tích phục vụ trong Chiến tranh Thế giới thứ hai.